# Fernando Abrantes
Fernando Abrantes (Lisboa, 1960) é um músico, produtor e engenheiro sonoro luso-alemão. Destacou-se pela sua participação na banda de música alemã Kraftwerk.

## Biografia
Nasceu em 1960, na cidade de Lisboa, filho de mãe alemã e pai português. Iniciou a sua formação musical ainda durante a juventude, tendo aprendido a tocar piano e guitarra. Durante este período foi membro de alguns grupos musicais em Portugal, em conjunto com o irmão. Frequentou a Universidade de Düsseldorf, na Alemanha, onde estudou nas áreas da engenharia de som e da imagem.
Exerce como engenheiro de som, arranjador, formador e produtor, tendo colaborado na produção de vários álbuns, onde esteve em conjunto com vários artistas e programas conhecidos no panorama nacional, como Paulo de Carvalho, UHF e a Operação Triunfo. No caso de Paulo de Carvalho, remasterizou as músicas do álbum Duetos, lançado em 2017, e foi o técnico de som durante o ciclo de concertos Voz e Piano, em 2022. Em Portugal, fundou um estúdio destinado à publicidade, e em 1991 foi também responsável pela criação de um estúdio para a Strauss. Fez parte da banda Frisson, que lançou discos em 1989 e 1990.
Em 1993 levou a cantora Anabela ao Festival da Canção. Lançou também um disco a solo, Two Faces, além de outras seis obras que foram publicadas sob um pseudónimo. Fundou o estúdio de gravação MDL Estúdios & Produções em conjunto com Renato Júnior e Susana Félix, Em 2003 estava a trabalhar num álbum para o cantor português Luís Represas. Fez também a masterização do álbum Electro Pop, publicado pela banda Tambor em 2012. Faz igualmente parte da equipa docente do instituto World Academy, nas áreas do som, espectáculos e eventos.
Em 1991, foi convidado para integrar a conhecida banda alemã de música electrónica Kraftwerk substituindo o teclista Karl Bartos. Além de ter participado em cerca de quinze concertos, também foi responsável pela introdução de novas figuras robóticas no visual da banda, tendo sido construídos quatro personagens com feições semelhantes aos dos integrantes da banda, que tinham membros móveis e podiam ser controlados remotamente.